# Płetwa tłuszczowa

Położenie płetwy tłuszczowej (4) na ciele ryby

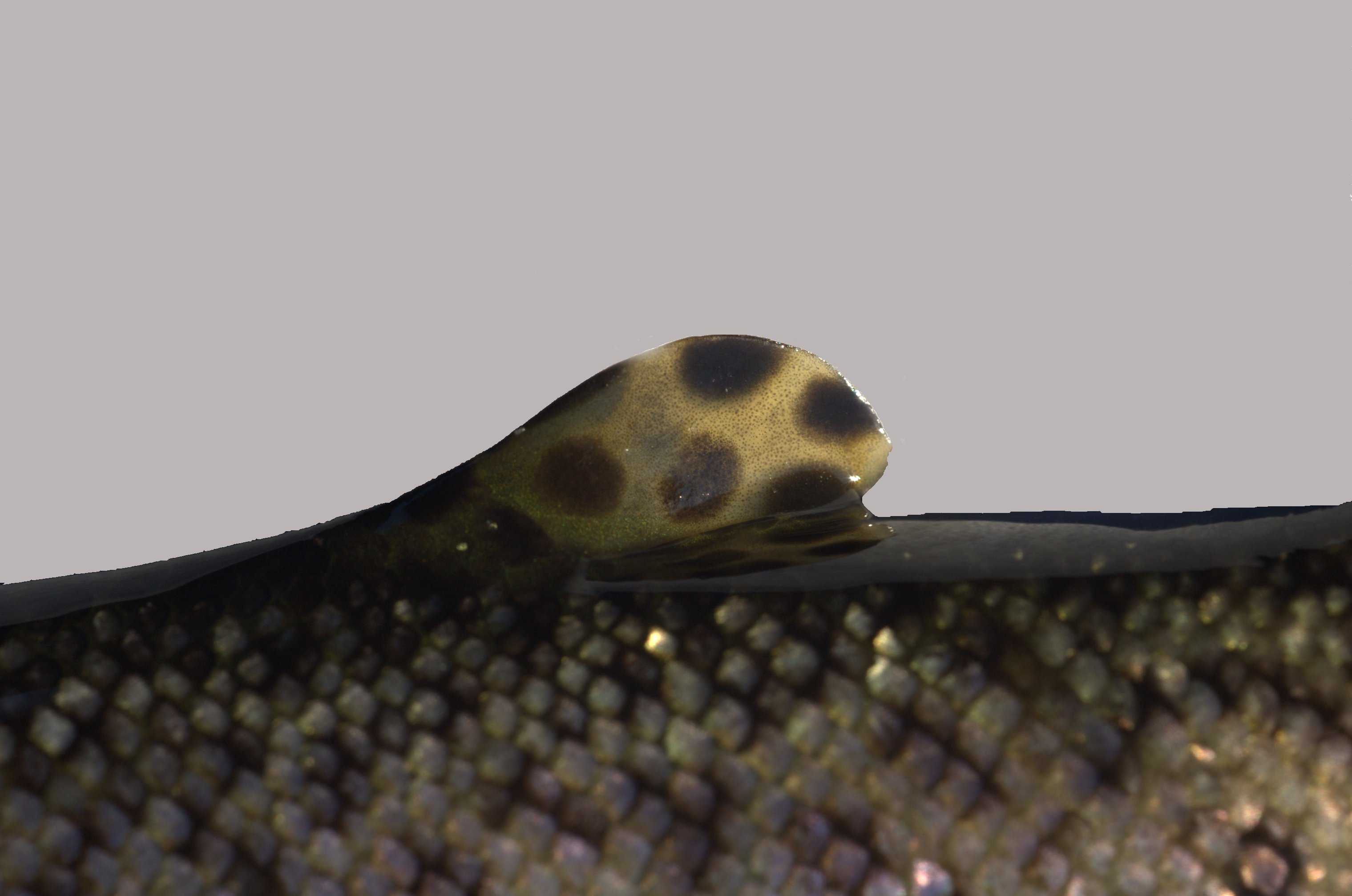
Płetwa tłuszczowa pstrąga tęczowego

Płetwa tłuszczowa (łac. pinna adiposa), czasami nazywana też płetewką tłuszczową – miękka płetwa występująca u wielu ryb promieniopłetwych, położona na grzbietowej części trzonu ogonowego, pomiędzy ostatnią płetwą grzbietową a płetwą ogonową. Zaliczana jest do płetw nieparzystych, występuje pojedynczo. Jest to pasywny fałd skórny poruszany jedynie strumieniem opływającej go wody; zwykle mały, ale u niektórych gatunków może przyjmować znaczne rozmiary. Jej elementy podporowe występują tylko u nielicznych gatunków ryb z rodzin Bagridae, Pimelodidae i Mochokidae – stanowią je promienie rogowe i promienie skórne. W przeciwieństwie do pozostałych płetw, płetwa tłuszczowa większości gatunków jest pozbawiona wewnętrznego szkieletu i związanych z nim mięśni. Wyjątek stanowi Horabagrus brachysoma, u którego stwierdzono obecność takich struktur. Płetwa tłuszczowa nie jest pokryta łuskami, a jej wnętrze wypełnia tkanka łączna luźna – nazwa tej płetwy nawiązuje do wypełniającego ją tłuszczu zaobserwowanego u kilkuletnich osobników łososiowatych. 
Występuje u większości sumokształtnych, wielu kąsaczokształtnych, śledziowatych i wielu prymitywnych Euteleostei (np. łososiowate, jaszczurnikowate, stynkokształtne, niektóre wężorokształtne i srebrzykokształtne) – łącznie u ponad 6000 współcześnie żyjących gatunków. W zapisie kopalnym stwierdzana jest jedynie w zachowanych odciskach tkanek miękkich. Nie stwierdzono zależności obecności tej płetwy od wielkości ryby, zajmowanego przez nią środowiska, czy pobieranego pokarmu.
Płetwa tłuszczowa nie występuje natomiast u wyżej rozwiniętych nowopłetwych, np. u okoniowców (Percoidei).
Jej pochodzenie i funkcja długo pozostawały nierozpoznane, co sugerowało jej reliktowy charakter. Ze względu na występujące w płetwie tłuszczowej niektórych ryb resztkowe elementy szkieletu, przez wielu autorów uważana była za pozostałość po ostatniej płetwie grzbietowej. Badania opublikowane w 2014 wykazały jednak, że płetwa tłuszczowa ewoluowała wielokrotnie w osobnych liniach rozwojowych. Promienie występują w płetwach tłuszczowych co najmniej czterech taksonomicznie odrębnych grup ryb. U zdecydowanej większości gatunków promienie te rozwinęły się dopiero po osiągnięciu przez ryby dorosłego rozmiaru, a ich budowa przypomina lepidotrichia występujące w innych płetwach. 
Dalsze badania wykazały co najmniej dwa sposoby rozwoju płetw tłuszczowych. W pierwszym, obserwowanym u kąsaczokształtnych, powstaje na późnym etapie ontogenezy, po zmniejszeniu się larwalnego fałdu płetw, gdy inne płetwy mają już rozwinięte kształty, formę i promienie. U łososiowatych płetwa tłuszczowa wyrasta z larwalnego fałdu płetw. 
U łososiowatych potwierdzono unerwienie płetwy tłuszczowej. Nie stwierdzono obecności chemoreceptorów, neuromastów ani receptorów smakowych, ale w warstwie podskórnej znaleziono sploty nerwów połączone z naskórkiem, które mogą być odpowiedzialne za wykrywanie dotyku, szybkości przepływu lub kierunku wody nad powierzchnią płetwy. Płetwa tłuszczowa kiryska spiżowego, przedstawiciela rodziny kiryskowatych, jest mechanosensoryczna.